# Johann Gottlieb Milich
Johann Gottlieb Milich (* 1678 in Schweidnitz, Fürstentum Schweidnitz, Königreich Böhmen; † 1726 in Schweidnitz) war ein deutscher Gelehrter, Sammler, Jurist und Bibliotheksstifter.

## Leben
1726 bedachte Milich testamentarisch die Stadt Görlitz mit seiner Sammlung von 4000 Büchern, 200 Handschriften und 500 Münzen nebst zahlreichen Kuriositäten und Merkwürdigkeiten. Der protestantische Gelehrte hatte verfügt, dass seine Bücher- und Raritätensammlung aus dem gegenreformatorischen Schweidnitz nach Görlitz gebracht werden sollten. Die Milich’sche Bibliothek ist seitdem mit der ehemaligen Bibliothek der Oberlausitzischen Gesellschaft der Wissenschaften zur Oberlausitzischen Bibliothek der Wissenschaften verschmolzen.

## Werke (Auswahl)
- mit Adam Rechenberg: Diss. de diis deabusque veterum gentilium Milichius. 1699
- mit Johann Heinrich Feltz: Bolconis II. ducis Silesiae, Suidnicensium legislatoris, constitutionem de successionibus ab intestato, cum Romano atque Saxonico iure collatam. 1701
- Variorum intra Italiam Monumentorum Inscriptiones ex pluribus in itinere descriptis. 1715
- Als Uber die hoechst- erwuendschte Geburth Des ... Herrn Leopoldi, Ertzhertzogs Zu Oesterreich ... Die offentliche Freudens-Bezeigungen In der Koenigl. Stadt Schweidnitz Den 13 May Anno 1716 gehalten wurden, Bemuehte sich Seine allerunterthaenigste Devotion darbey abzulegen Johann Gottlieb Milich. 1716
- Catalogus codicum medii aevi manuscriptorum qui in bibliotheca universitatis Wratislaviensis asservantur : codices Milichiani (Handschriftenkatalog in der Universitätsbibliothek Breslau).